# Салтанат (фильм)
«Салтанат» — советский фильм 1955 года режиссёра Василия Пронина.
Первый художественной фильм киргизской кинематографии, поставлен на Фрунзенской киностудии в содружестве с «Мосфильмом»:

С этого фильма, по сути, начался киргизский художественный кинематограф.— Советский экран, 1974

## Сюжет
В одном из высокогорных районах Киргизии разбушевался буран. Стихия, грозит гибелью стадам овец на высокогорных пастбищах, и молодая зоотехник Салтанат пытается спасти овец. Она едва не погибает, её находит в снегу и спасает научный сотрудник Джоомарт, прибывший в высокогорье с мечтой о превращении скудных плато в изобильные пастбища. Джоомарт прибыл сюда с идеей освоить пустынные земли Акжара, превратить из в изобильные пастбища и перевести туда стада. Салтанат увлекает идея нового друга. Но у этой идеи много противников, своими делами и успехами Салтанат намерена отстаивать идею, а также утверждать право женщины на мнение наравне с мужчиной. Тем временем Аалы, муж Салтанат, без оснований обвинив жену в неверности, он уезжает в город и увозит с собой сына, но вскоре понимает правоту Салтанат, её право заниматься любимой работой, и возвращается.

## В ролях
- Бакен Кыдыкеева — Салтанат
- Нурмухан Жантурин — Джоомарт
- Муратбек Рыскулов — Тугельбаев, председатель колхоза, отец Салтанат / Асан, старый чабан
- Даркуль Куюкова — Кумюш, мать Салтанат
- Алты Карлиев — Аалы, шофёр, муж Салтанат
- Шамши Тюменбаев — Шамбета
- Чолпон Джаманова — Шаирбюбю, почтальон
- Константин Барташевич — Беляев
- Валентина Беляева — секретарша
- Садыкбек Джаманов — эпизод
- Турсун Уралиев — эпизод
- Советбек Джумадылов — эпизод
- Сабира Кумушалиева — эпизод

## Критика
Обаяние и сила образа Салтанат заключены в том, что авторы сумели убедительно показать, как новое, сильное берет в человеке верх над всеми предрассудками прошлого.
Яркими получились образы мужа Салтанат Аалы (А. Карлиев), председателя колхоза и отца Салтанат Тугельбаева (М. Рыскулов) девушки — почтальона Шаирбюбю (Ч. Джаманова), матери Салтанат Кумюш (Д. Куюкова), очковтирателя Карымшакова (А. Кабегенов). Они создали в фильме реальную жизненную атмосферу верную картину современной действительности. К недостаткам фильма следует отнести драматургическую незавершенность некоторых сюжетных линий.
— Очерки истории советского кино, Том 3 — М.: Искусство, 1961. — с. 92